# Killing Stalking
Killing Stalking (hangul: 킬링 스토킹) es un webtoon en línea escrito e ilustrado por Koogi. Fue publicado por Lezhin Comics desde el 23 de noviembre de 2016 en coreano, inglés y japonés. La obra ganó el ₩100,000,000 Grand Prize Award en el Second Lezhin World Comics Contest. Ha sido licenciado para su publicación en Italia por la editorial J-Pop y licenciada en España por la editorial Milky Way Ediciones.

## Argumento
Oh Sang-woo es un estudiante universitario que a vista de todos es alguien perfecto y ejemplar, sin embargo, en realidad es un sádico asesino en serie. Yoon Bum, un chico solitario que padece de un trastorno límite de la personalidad, se ha enamorado perdidamente de Sang-woo y lo ha estado acechando de forma obsesiva. Un día, cuando la obsesión de Yoon Bum hacia Sang-woo alcanza su punto límite, este decide ingresar en la casa de Sang-woo cuando cree que se ha ido, donde termina descubriendo la verdadera faceta del hombre que ama. Bum es descubierto por Sang-woo, pero este decide mantenerlo cautivo en lugar de matarlo. La historia sigue los múltiples intentos de Bum por escapar y sus consecuencias, así como también el surgimiento de un enfermizo y tóxico afecto mutuo.

## Personajes
- Yoon Bum (윤범)

- Oh Sangwoo (오상우)

- Yang Seung-bae (양승배)

## Recepción
Killing Stalking se convirtió en un webtoon popular a principios de 2017 debido a sus temas oscuros, trama psicológica y descripción de abuso físico y violencia. El webtoon tiene una calificación promedio de 4.4/5 (basada en 1.280 votos) en Anime-Planet. En Goodreads, posee una calificación promedio de 4.27 de 5 (basado en 1558 votos) y 186 reseñas. También ha recibido más de un millón de visitas en Zingbox.